# Abu l-Abbas Ismail
Abu l-Abbas Ismail ibn Ali ibn al-Tayyib al-Anbari fou un poeta del segle xi del Khurasan i home d'estat al servei dels karakhànides. Pertanyé a la família dels Anbaris de Bayhak d'origen àrab.
Segons Ibn Funduk fou visir d'Ilig Khan de Transoxiana (probablement Nasr ibn Ali de Bukharà que va morir el 1012/1013, però després va deixar el càrrec i va retornar a Khurasan. Mahmud de Gazni el va voler posar al seu servei sense èxit i per això el va empresonar i va morir enverinat a la presó.
Va deixar cinc volums de versos.